# Thomson Automobile Company
Thomson Automobile Company war ein US-amerikanischer Hersteller von Automobilen.

## Unternehmensgeschichte
Das Unternehmen wurde 1900 in Philadelphia in Pennsylvania gegründet. William Thomson war Präsident und William J. Thomson Sekretär und Schatzmeister. Im gleichen Jahr begann die Produktion von Automobilen. Der Markenname lautete Thomson. Anfang 1901 wurden zwei Fahrzeuge pro Woche hergestellt. Im Januar 1903 verkündete William J. Thomson, dass einige Fehler gemacht wurden. Damit endete die Produktion. Pläne für ein verbessertes Modell konnten nicht mehr umgesetzt werden.

## Fahrzeuge
Alle Fahrzeuge hatten einen Einzylindermotor mit 5 PS Leistung. Er war unter dem Sitz montiert und trieb über zwei Ketten die Hinterachse an.
Von 1900 bis 1901 gab es Model A und Model B als Runabout, Model C als Phaeton, Model D als Surrey und Model E als Lieferwagen.
Zwischen 1902 und 1903 blieben Model A, Model B und Model C unverändert im Sortiment. Dazu kam das Model BB als Runabout.